# Himbasha
Le himbasha (tigrigna : ሕምባሻ) ; ou ambasha (amharique : አምባሻ) est à l'origine un pain de fête érythréen légèrement sucré,. Il est devenu populaire dans la cuisine éthiopienne et érythréenne et est souvent servi lors d'occasions spéciales. Il est préparé dans un certain nombre de variétés ; cependant, l'arôme le plus distinctif est celui des graines de cardamome moulues.
La pâte reçoit une touche décorative avant d'être cuite. Le motif varie dans le détail, mais en général, il a la forme d'une roue avec des indentations pour créer plusieurs rayons (voir image).
Les ajouts courants à la recette comprennent des oranges, du gingembre ou des raisins secs confits, bien que les variétés nature soient également courantes.